# Myiophagus ucrainicus
Myiophagus ucrainicus är en svampart som först beskrevs av Wize, och fick sitt nu gällande namn av Frederick K. Sparrow 1939. Myiophagus ucrainicus ingår i släktet Myiophagus, ordningen Chytridiales, klassen Chytridiomycetes, divisionen pisksvampar och riket svampar.   Inga underarter finns listade i Catalogue of Life.